# Geleitzug JW 53

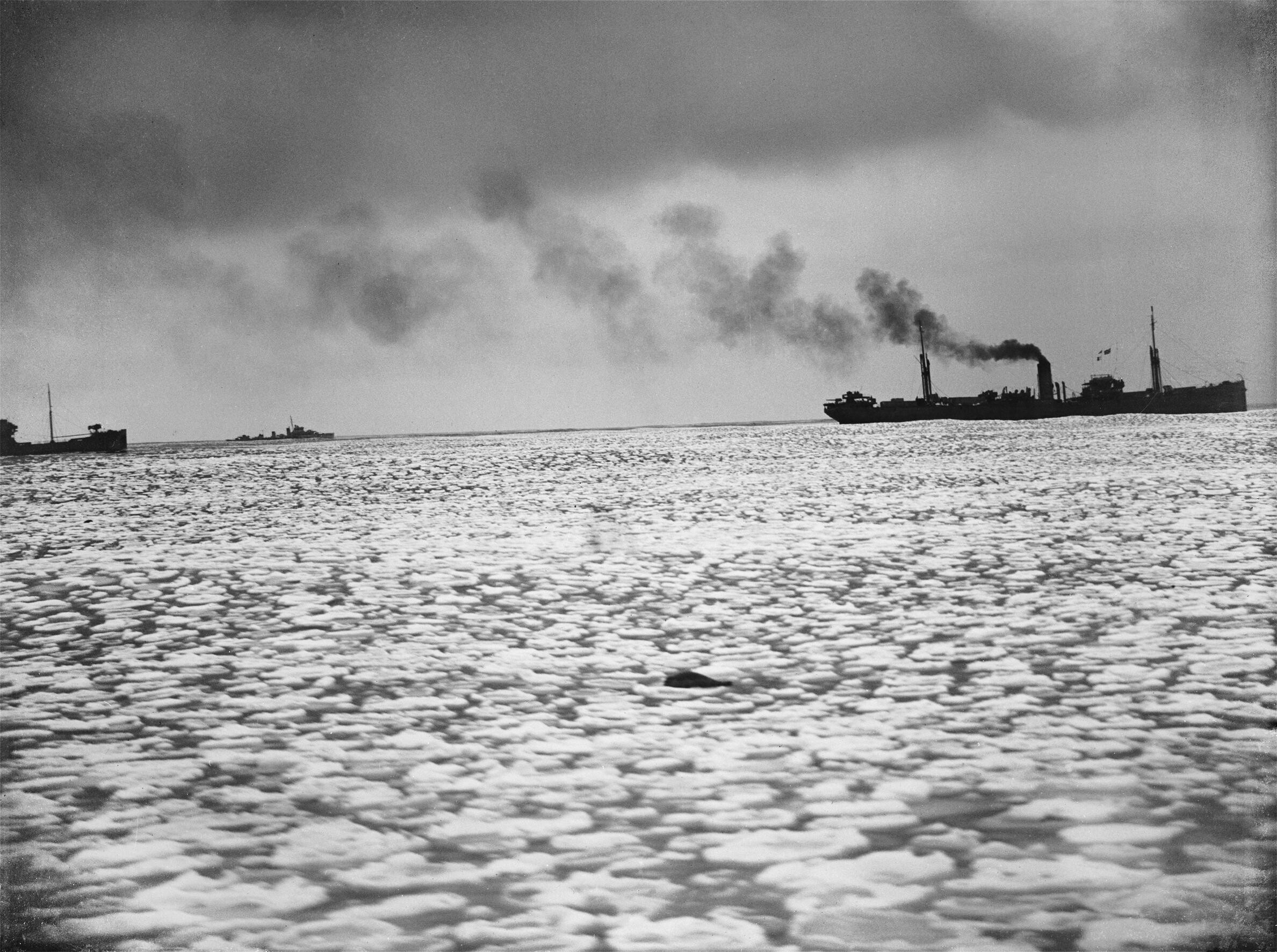
Geleitzug JW 53 im Packeis

Der Geleitzug JW 53 war ein alliierter Nordmeergeleitzug, der im Februar 1943 im schottischen Loch Ewe zusammengestellt wurde und kriegswichtige Güter in das sowjetische Murmansk brachte. Er erlitt keine Verluste.

## Zusammensetzung und Sicherung

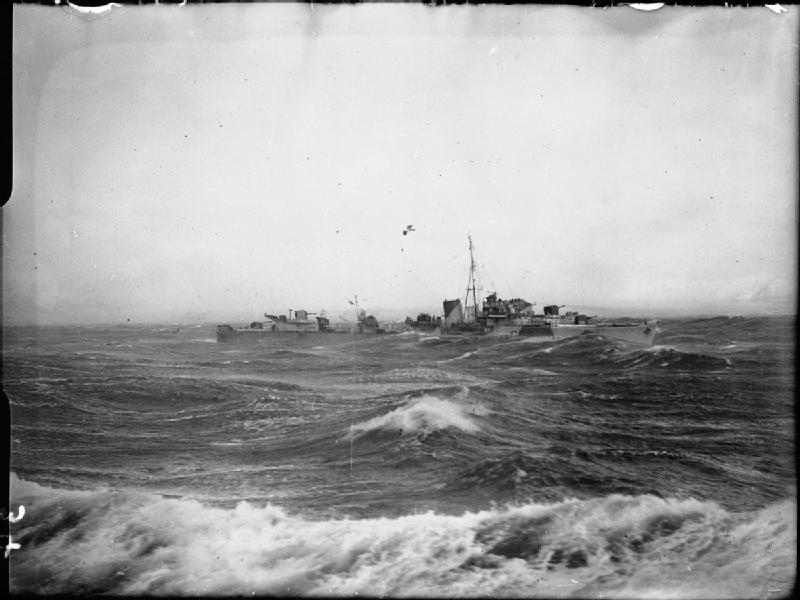
Die HMS Opportune in schwerer See beim JW 53

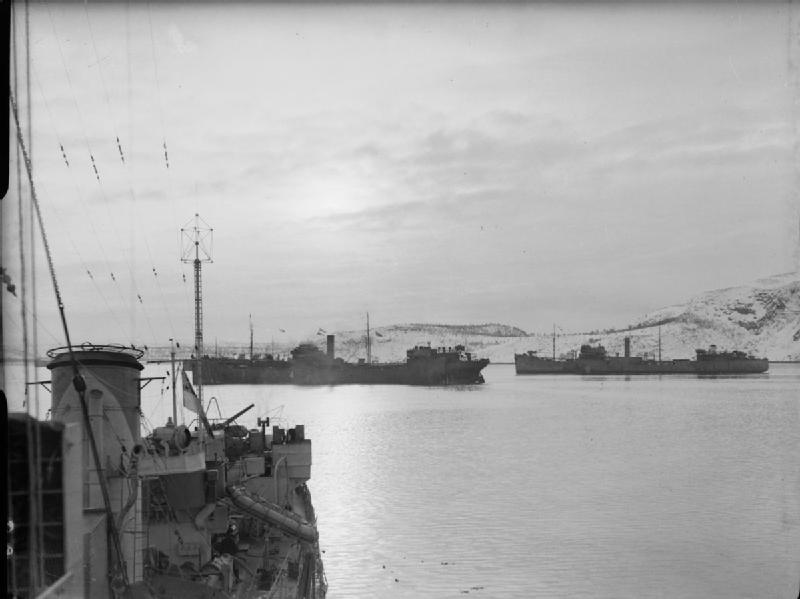
Zwei Frachter des JW 53 in der Kola-Bucht, fotografiert von der Inglefield aus

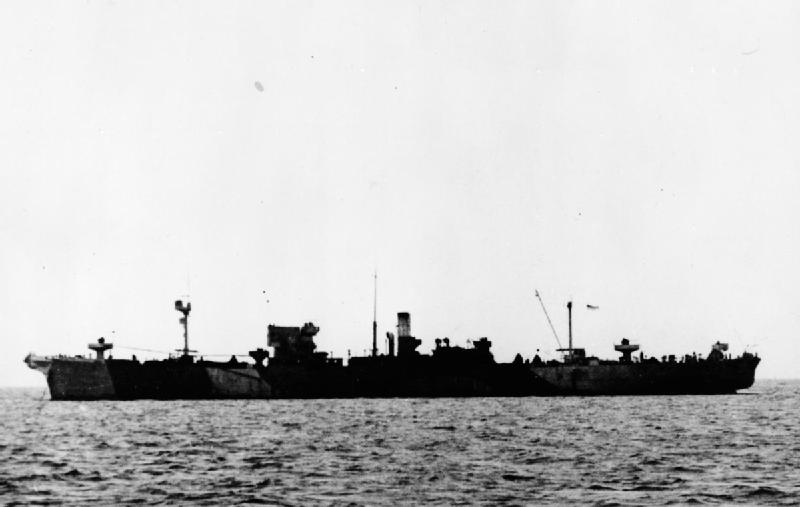
Die Empire Baffin erreichte ihr Ziel nicht

Der Geleitzug JW 53 setzte sich aus 29 Frachtschiffen zusammen. Am 15. Februar 1943 verließen sie Loch Ewe (Lage) in Richtung Murmansk (Lage). Anfangs übernahm die Western Local Escort die Nahsicherung mit den Zerstörern Meynell, Middleton und Pytchley, den Korvetten Bryony, Bergamot, Poppy, Bluebell, Camellia und Dianelladem, den Minensuchern Hazard, Jason und Halcyon und den U-Jagd-Trawlern Lord Middleton und Lord Austin. Ab 19. Februar ging die Nahsicherung auf die Fighting Escort Group über, die über den Kreuzer Scylla und die Zerstörer Milne, Orkan (polnisch), Orwell, Opportune, Obedient, Obdurate, Faulknor, Boadicea, Inglefield, Fury, Intrepid, Impulsive und Eclipse verfügte. Die Nahdeckungsgruppe bildeten die Kreuzer Belfast, Cumberland und Norfolk. Vom 24. bis 26. Februar kam noch eine Ferndeckungsgruppe hinzu, mit den Schlachtschiffen King George V und Howe, dem Kreuzer Berwick und den Zerstörern Icarus, Meteor, Musketeer, Offa, Onslaught und Piorun (polnisch). Am 26. Februar kamen für die letzte Wegstrecke die sowjetischen Zerstörer Gromki, Kuibyschew, Urizki und die Wachkutter Grosa und Uragan hinzu. Weiterhin standen vor der norwegischen Küste die U-Boote Seanymph, Sportsman, Simoom, Truculent und die sowjetischen K-21, Shch-422, M-119, M-122, M-171, M-172, M-174 bereit.
| Name              | Typ      | Flagge                 | Vermessung in BRT | Verbleib                                                      |
| ----------------- | -------- | ---------------------- | ----------------- | ------------------------------------------------------------- |
| Artigas           | Frachter | Panama                 | 5613              |                                                               |
| Atlantic          | Frachter | Vereinigtes Königreich | 5414              |                                                               |
| Beaconhill        | Frachter | Vereinigte Staaten     | 6941              |                                                               |
| Bering            | Frachter | Vereinigte Staaten     | 7631              |                                                               |
| British Governor  | Tanker   | Vereinigtes Königreich | 6840              |                                                               |
| City of Omaha     | Frachter | Vereinigte Staaten     | 6124              |                                                               |
| Dover Hill        | Frachter | Vereinigtes Königreich | 5815              |                                                               |
| Empire Baffin     | Frachter | Vereinigtes Königreich | 6978              | musste die Fahrt abbrechen und Island anlaufen                |
| Empire Fortune    | Frachter | Vereinigtes Königreich | 6140              |                                                               |
| Empire Galliard   | Frachter | Vereinigtes Königreich | 7170              |                                                               |
| Empire Kinsman    | Frachter | Vereinigtes Königreich | 6744              |                                                               |
| Empire Portia     | Frachter | Vereinigtes Königreich | 7058              |                                                               |
| Empire Scott      | Frachter | Vereinigtes Königreich | 6150              |                                                               |
| Explorer          | Frachter | Vereinigtes Königreich | 6235              | musste die Fahrt abbrechen und Island anlaufen                |
| Francis Scott Key | Frachter | Vereinigte Staaten     | 7191              |                                                               |
| Israel Putnam     | Frachter | Vereinigte Staaten     | 7176              |                                                               |
| James Bowie       | Frachter | Vereinigte Staaten     | 7176              | musste die Fahrt abbrechen und Island anlaufen                |
| John Laurance     | Frachter | Vereinigte Staaten     | 7176              | musste die Fahrt abbrechen und Island anlaufen                |
| Joseph Johnston   | Frachter | Vereinigte Staaten     | 7196              | musste die Fahrt abbrechen und Island anlaufen                |
| Komiles           | Frachter | Sowjetunion            | 3962              | musste die Fahrt abbrechen und Island anlaufen                |
| Llandaff          | Frachter | Vereinigtes Königreich | 4825              |                                                               |
| Marathon          | Frachter | Norwegen               | 7208              |                                                               |
| Mobile City       | Frachter | Vereinigte Staaten     | 6157              |                                                               |
| Ocean Freedom     | Frachter | Vereinigtes Königreich | 7173              | am 13. März durch die I./KG 30 im Hafen von Murmansk versenkt |
| Petrowski         | Frachter | Sowjetunion            | 3771              |                                                               |
| Pieter de Hoogh   | Frachter | Niederlande            | 7168              |                                                               |
| Tbilisi           | Frachter | Sowjetunion            | 7169              |                                                               |
| Thomas Hartley    | Frachter | Vereinigte Staaten     | 7176              |                                                               |
| Tobruk            | Frachter | Polen                  | 7048              |                                                               |

## Verlauf
Aufgrund eines schweren Sturmes mussten sechs Frachter die Fahrt abbrechen und Island anlaufen, während der Geleitträger HMS Dasher und der Kreuzer HMS Sheffield nach Loch Ewe zurückkehrten. Nachdem der Geleitzug am 23. Februar 1943 durch die deutsche Luftaufklärung erfasst wurde, wich er unter Nutzung von HF/DF-Peilungen bekannten U-Boot-Aufstellungen aus. Nur U 622 hatte kurz Kontakt und verfehlte zwei Zerstörer. Am 25. Februar griffen zehn Junkers Ju 88 der I. Gruppe/Kampfgeschwader 30 des Fliegerführers Nord (Ost) an und beschädigten die Empire Portia (7058 BRT). Weitere Luft- und U-Boot-Angriffe blieben erfolglos. Am 26. Februar erreichte der Geleitzug Murmansk, sechs Schiffe liefen weiter in Richtung Archangelsk.
Gegen die Frachter des in Murmansk eingelaufenen Teilgeleits flogen am 27. und 28. Februar Junkers Ju 87 der I. Gruppe/Sturzkampfgeschwader 5 mehrere Sturzkampfangriffe und beschädigten die El Oriente (6008 BRT) und die Andre Marti (2352 BRT) schwer. Bei weiteren Angriffen der I./KG 30 am 6. und 13. März wurde die Ocean Freedom (7173 BRT) vernichtet.